# 띠엔장성
띠엔장성(베트남어: tỉnh Tiền Giang / 前江省)은 베트남 남부 메콩강 삼각주 지역에 있었던 옛 성이다. 성도는 미토(Mỹ Tho)이며, 인구는 176만명 (2019년), 면적은 2,367km2이다.
띠엔장성은 두 개의 중요한 경제 지역인 남부 경제 지역과 메콩강 삼각주 사이에 위치하는 이점을 가지고 있다. 이 지방은 150km의 도로, 1개의 고속도로, 4개의 국도(1A, 30, 50, 60)를 통해 호찌민시를 비롯한 동부 지방뿐만 아니라 메콩강 삼각주의 지방으로 통하는 관문이다. 해안선의 길이는 32km로 수천 개의 해안가 워프가 있어 게와 해상 기반의 경제 개발 등 수생 생육에 유리하다.
띠엔장성은 북쪽으로 롱안성과 호찌민시와 경계를 접하며, 서쪽으로는 동탑성과 경계를 접한다. 남쪽으로는 벤째성과 빈롱성과 경계를 접하고, 동쪽으로는 동해와 접한다. 띠엔장성의 사회, 경제, 정치 중심지 역할을 하는 미토는 인근 지방의 교육, 문화, 관광의 주요 분기점이다. 미토는 남쪽으로 호찌민 시에서 70km, 동쪽으로 90km 떨어져 있다.있다.
2025년 6월 12일, 띠엔장성 성이 동탑성 편입되었다.

## 개요
띠엔장이라는 성 이름은 전강(前江)이라는 한월어에서 왔다.
1975년 이전에는, 두 지방인 딘뜨엉과 고꽁이 현대의 띠엔장성의 일부였다. 1975년 4월, 딘뜨엉성은 사이공 정부가 4월 30일 북베트남에 항복할 때까지 남베트남 7사단 병사가 NH4(현 국도 1A)와 지방도시 미토를 점령하는 것을 거부했던 16개 메콩 성 중 하나이다. 즈엉반민 대통령이 항복한 지 몇 시간 후, 동땀 기지 캠프에 주둔했던 쩐반하이 장군은 베트콩 대표들에게 항복하지 않고 음독을 하고 자살했다. 4월 30일 밤부터 5월 1일 새벽 사이에 베트콩은 동땀 기지 캠프를 제외한 미토의 많은 곳을 점차 점령했다. 5월 1일 새벽, 동땀 기지 캠프의 남베트남 병사들은 베트콩에게 항복하고 군복을 버렸다.

## 지리
북쪽과 북동쪽으로 롱안성과 호찌민시가 경계를 접하며, 동탑성은 서쪽으로, 남쪽으로 벤째성과 빈롱성 그리고 동중국해를 접하고 있다.
띠엔장성의 기후는 우기와 건기 2개의 주요 계절로 뚜렷하게 구분된다. 평균 기온은 약 27 °C로 이 모든 것이 다양한 생태계를 만드는데 도움이 된다. 17세기부터 많은 베트남인들이 응우꽝에서 띠엔장성으로 이주하여 위험한 동물들로 가득했던 이 인적이 드문 지역을 개간하여 광활한 논과 무성한 과수원으로 만들고 그 곳에 부유한 마을을 건설하였다. 바다, 운하, 둔덕과 동탑 평원 저지대 등 다양한 생태계가 있는데, 각각 전형적인 동식물이 있어 이곳의 경관뿐 아니라 문화도 다양하다.
총면적이 2,510.5km2인 띠엔강은 띠엔강의 북쪽을 따라 120km에 걸쳐 펼쳐져 있으며, 남부 핵심 경제 구역의 약 6%, 전국 면적의 0.7을 차지한다. 전체적으로 지리적 위치, 경제 상황, 도로, 수로 교통 덕분에 띠엔장성은 천연자원의 활용, 상품생산 개발, 자사 제품의 소비시장 확대, 경제, 문화, 관광 등의 측면에서 이 지역의 다른 성(특히 호찌민시와 남부 주요 경제 지역)과 협력과 교류 능력을 강화한다는 점에서 다양한 장점을 가지고 있다.
띠엔장성은 경사도가 1% 미만인 평탄한 지형을 가지고 있으며, 해수면과 비교했을 때 0 ~ 1.6m에서 고도가 다르다. 전 지방 지역은 메콩강 하류에 있다. 현재의 지형면과 토지는 홀로세 중기(약 5,000 ~ 4500년 ~ 현재)로부터 해양 회귀기에 있어서의 근대 델타의 개발 과정에서 메콩강 토사가 축적되어 생겨났는데, 이를 새로운 실트라고도 한다. 일반적으로 땅 표면은 진흙과 유기 물질이 풍부한 새로운 토사이기 때문에 지형 표면의 고도는 비교적 낮다. 그것의 건설에 대한 내력력은 높지 않다. 따라서 지상평준화를 하고 건설사업을 강화할 필요가 있다. 깊은 층은 모래가 상당히 풍부하고 건설에 더 좋은 지질학적 특성을 가지고 있다. 그러나 층의 배치는 매우 복잡하고 시공에 대한 지질학적 특성이 나쁜 일부 층은 좋은 층과 결합한다. 따라서 대규모의 공사나 중하중 등의 공사에 앞서 세심하게 연구할 필요가 있다. 전 지역은 경사 방향이 뚜렷하지 않지만 지형이 일반 지형보다 낮거나 높은 지역이 몇 군데 있다.

## 행정 구역

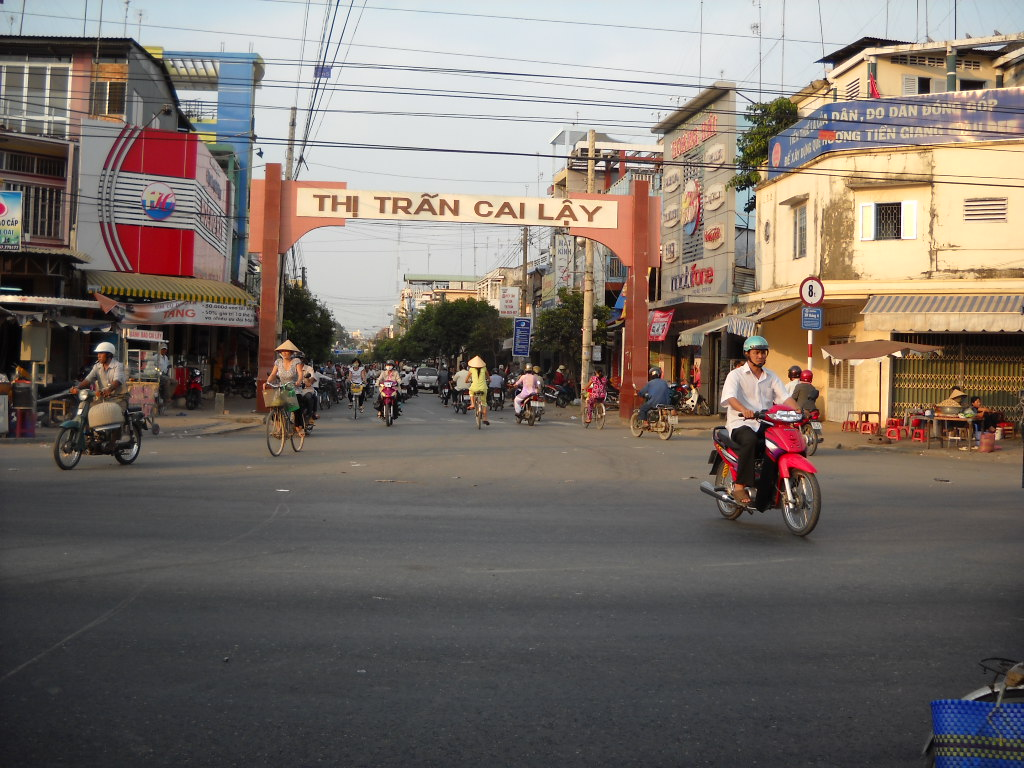
까일러이

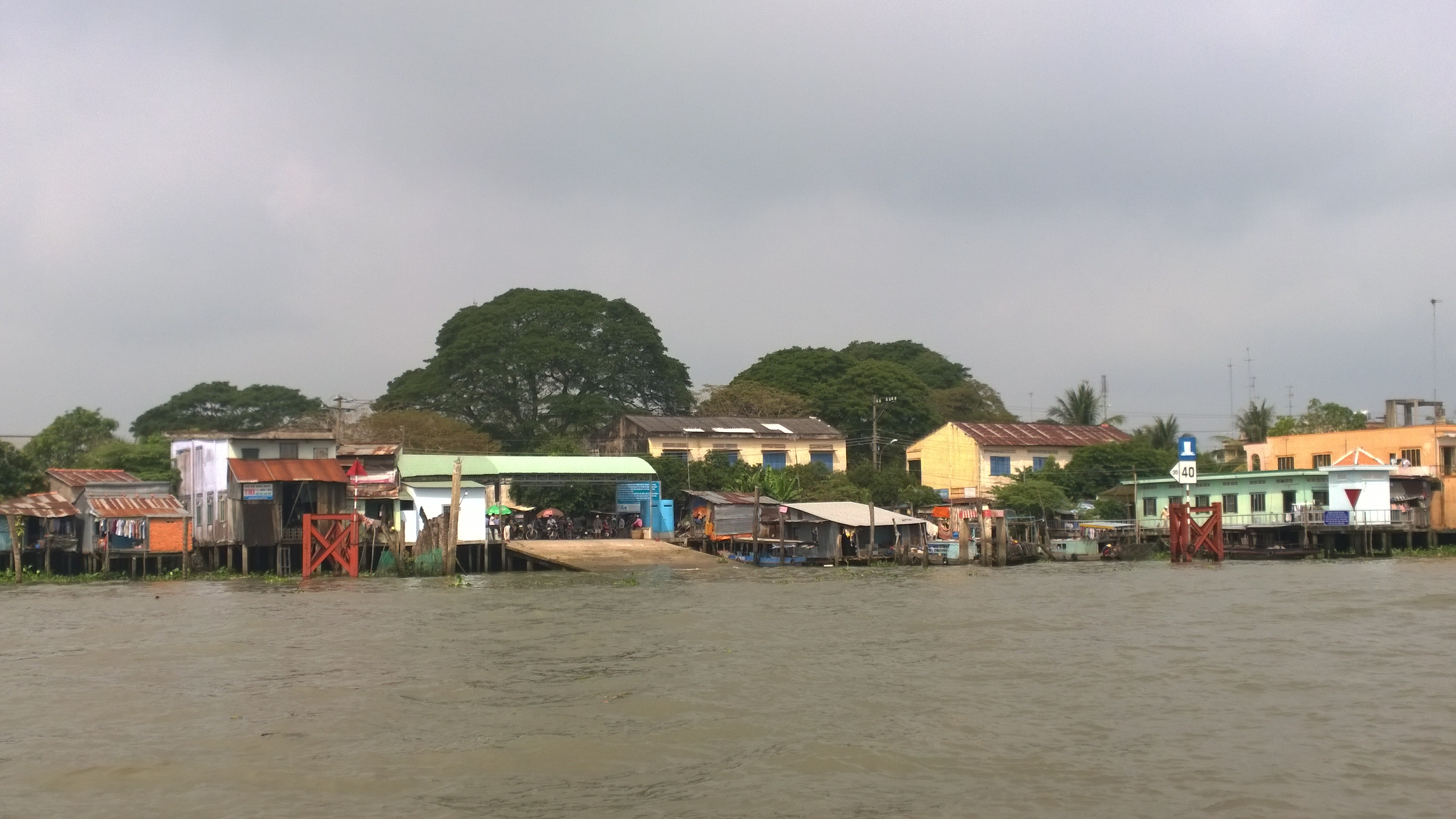
까이베현

행정 구역 상 2개의 시와 1개의 시사, 8개의 현로 나뉘어 있다.

### 시
- 미토시 (Mỹ Tho / 美湫)
- 고꽁시 (Gò Công / 塸䲲)

### 시사
- 까일러이 시사 (Cai Lậy / 該禮)

까일러이 시사는 2013년 새롭게 만들어진 행정 구역이다.

### 현
- 까이베현 (Huyện Cái Bè / 丐𦨭縣)
- 까일러이현 (Huyện Cai Lậy / 該禮縣)
- 쩌우타인현 (Huyện Châu Thành / 周城縣)
- 쩌가오현 (Huyện Chợ Gạo / 𢄂𥺊縣)
- 고꽁동현 (Huyện Gò Công Đông / 塸䲲東縣)
- 고꽁떠이현 (Huyện Gò Công Tây / 塸䲲西縣)
- 떤프억현 (Huyện Tân Phước / 新福縣)
- 떤푸동현 (Huyện Tân Phú Đông / 新富東縣)

## 경제
메콩강 삼각주가 베트남의 과일 왕국이라고 불린다면 띠엔장성은 로렌빈낌 별 사과, 호아록 망고 그리고 떤프억 파인애플, 등 과일 브랜드가 워낙 많기 때문에 ‘과일의 왕국’으로 불려야 한다고 응우옌쑤언푹 총리는 말했다. "띠엔장성이 이 나라와 동남아시아에서 과일들을 위한 지리적 허브가 되도록 가능하게 하는 것은 성의 지도부와 기업들에 달려있다"고 그는 말했다.
이 지방에는 730km2의 과수원이 있는데, 이 과수원은 연간 약 140만 톤의 열매를 생산한다.

## 관광

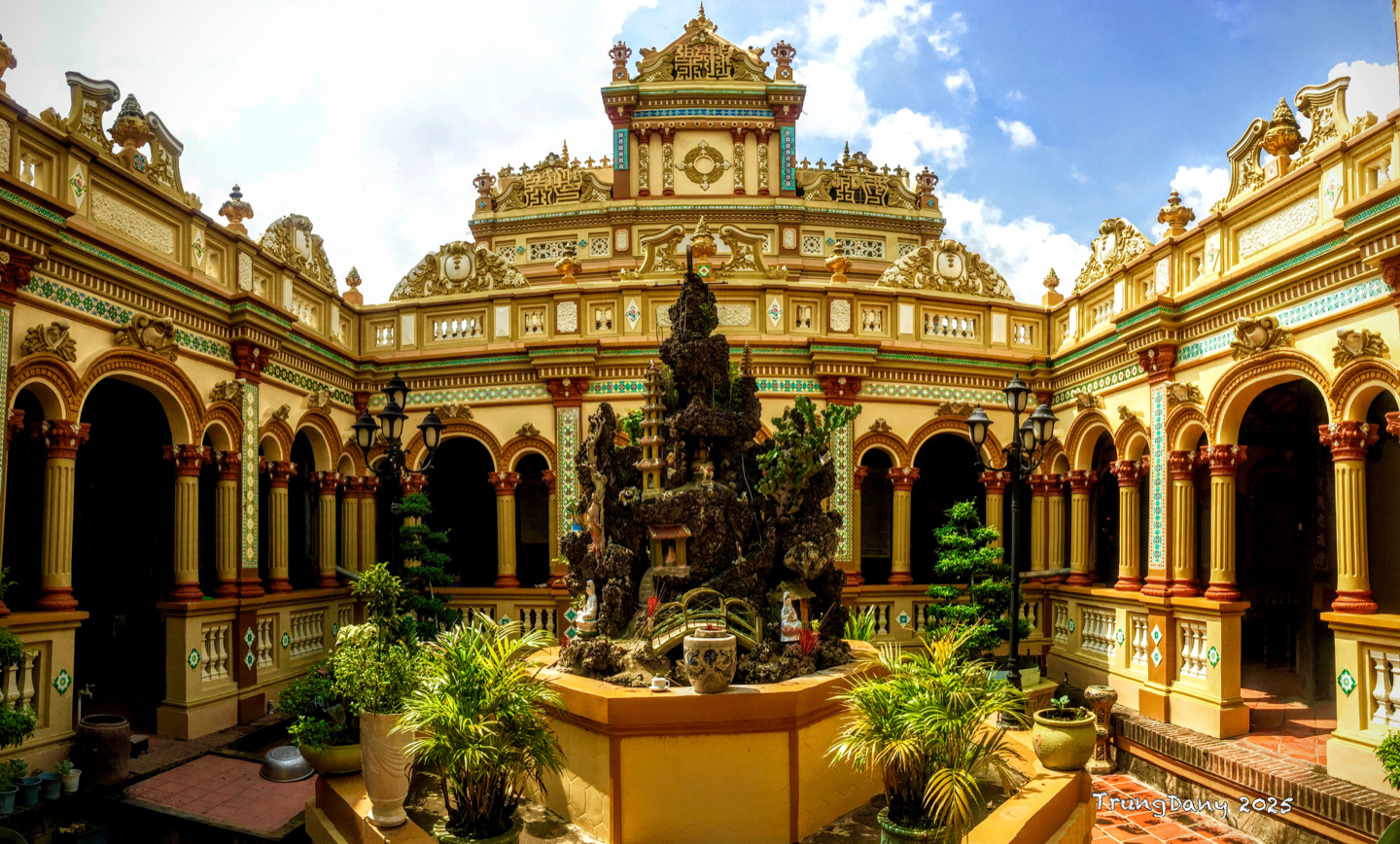
빈짱사

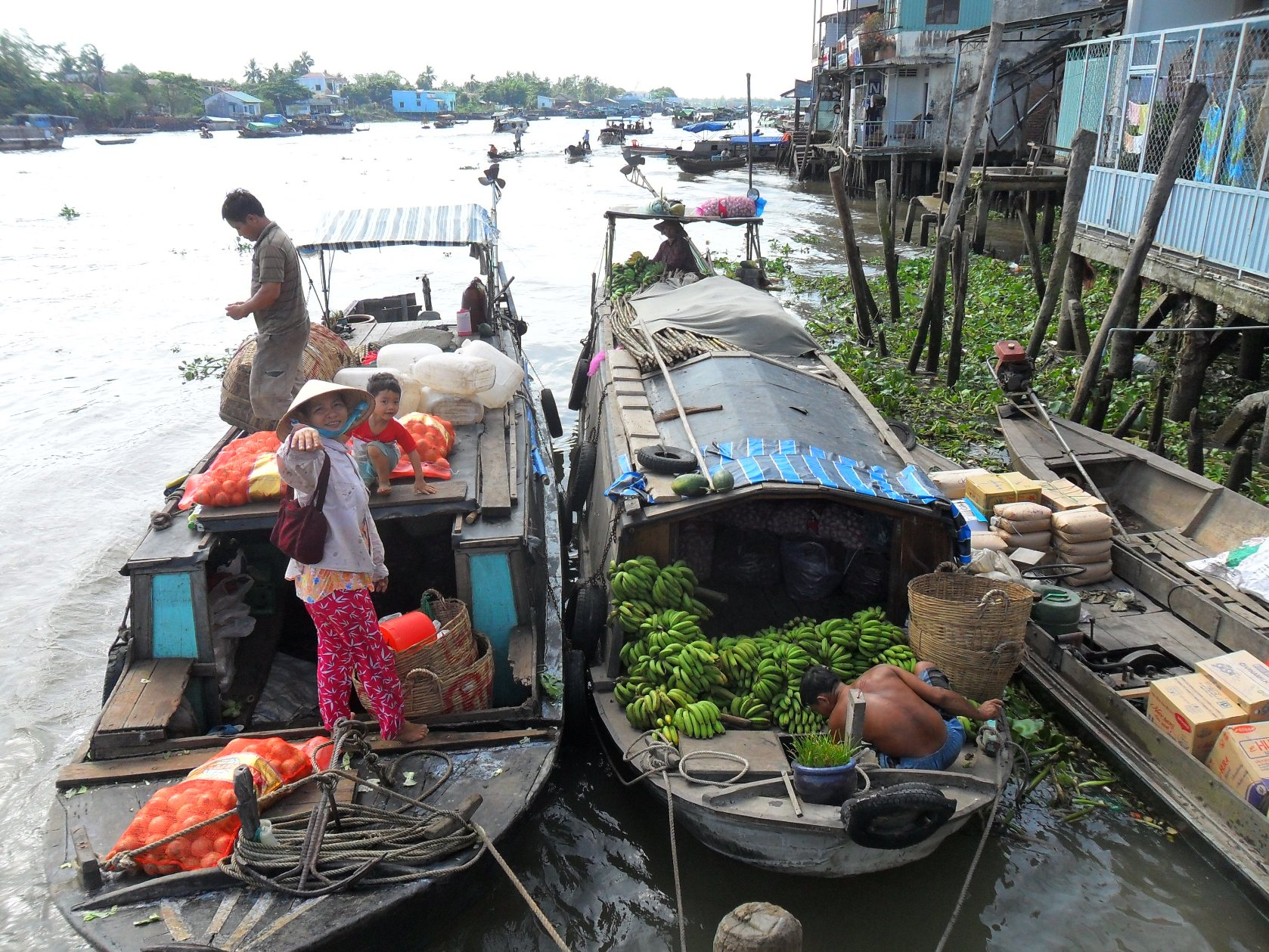
까이베 수상 시장

레반흐엉 띠엔장성 서기는 메콩강 삼각주 띠엔장성은 관광 부문에 파급 효과를 주기 위해 3개의 경제 구역으로 나뉘었다고 1월 11일 그곳의 문화체육관광 페스티벌에서 말했다. 이 지방의 서부 지역에서는, 까이베의 외곽 지역은 동화히엡 고대 마을 축제 덕분에 추진력을 받게 되었다. 흐엉의 말에 따르면, 중심 도시 경제 지역은 띠엔강을 따라 보행자 지역을 개발하고, 야시장을 형성하는 것과 함께 미토시의 트이선섬에 있는 관광 서비스의 질을 높이기 위한 것이라고 한다. 이후 고꽁동현의 떤타인 해변의 관광개발은 쯔엉딘사의 개보수와 함께 고꽁시과 떤푸동현의 응앙섬의 문화유적과 연계된다. 그 목적은 그 지역의 축제 중심지를 형성하는 것이다. 2019년에는 외국인 85만 명을 포함해 210만 명의 관광객이, 관광수입은 1조 1400억동을 목표로 하고 있다.
VnExpress은 띠엔장성에서 놓치지 말아야 할 네 곳을 추천하고 있다.
- 까이베 수상시상

까이베 수상 시장은 띠엔강이 띠엔장성, 빈롱성, 벤째성 세 개의 성이 교차하는 지역에 위치한다.
- 동땀 뱀농장

뱀농장은 미토시에서 서쪽으로 약 9km 떨어진 쩌우타인현 빈득사에 있다.
- 빈짱사 (Vinh Trang temple)

이곳은 19세기에 지어진 이 지방 최대의 불교 유적지로, 2만 평방미터의 면적에 많은 큰 불상과 아름다운 정원이 있다. 이 절의 독특한 건축은 아시아와 유럽 양식의 결합이다.
- 트이선섬 (Thoi Son Island)

12km2면적의 섬은 띠엔강 하류에 위치해 있다. 1990년대부터 인기 있는 생태관광지로 부상했다. 오늘날, 트이선섬에는 매일 수백명의 관광객과 방문객들을 찾고 있다. 섬을 관통하는 오솔길에는 자두, 니파야자, 망고 등이 늘어서 있다.

## 같이 보기
- 메콩강 삼각주